# ISO/CEI 27006
L'ISO/CEI 27006 est une norme internationale concernant la sécurité de l'information. Elle a été publiée conjointement en 2007, puis révisée en 2011, 2015 et 2024, par l'organisation internationale de normalisation (ISO) et la Commission Électrotechnique Internationale (CEI). Son titre en français est Sécurité de l'information, cybersécurité et protection de la vie privée — Exigences pour les organismes procédant à l'audit et à la certification des systèmes de management de la sécurité de l'information. Elle fait partie de la série ISO/CEI 27000 et fait l'objet d'une certification.

## Description
L'ISO/CEI 27006 fournit les exigences et les recommandations que doivent respecter les organismes de certification lorsqu'ils réalisent des audits de systèmes de management de la sécurité de l'information (SMSI) avec le but de vérifier la conformité à l'ISO/CEI 27001. Un organisme doit respecter ces exigences s'il souhaite obtenir l'accréditation lui permettant de délivrer des certificats ISO/CEI 27001. L'ISO/CEI 27006 permet de s'assurer de la compétences des auditeurs.

## Structure de la norme
En plus des sections introductives et informatives, il y a 7 chapitres principaux dans le document de l'ISO/CEI 27006:
1. Principes
2. Exigences générales
  1. Domaine juridique et contractuel
  2. Gestion de l'impartialité
  3. Responsabilité et situation financière
3. Exigences structurelles
4. Exigences relatives aux ressources
  1. Compétence du personnel
  2. Personnel intervenant dans les activités de certification
  3. Intervention d'auditeurs et d'experts techniques externes individuels
  4. Enregistrements relatifs au personnel
  5. Externalisation
5. Exigences relatives aux informations
  1. Informations publiques
  2. Documents de certification
  3. Référence à la certification et utilisation des marques
  4. Confidentialité
  5. Échange d'informations entre l'organisme de certification et ses clients
6. Exigences relatives aux processus
  1. Activités préalables à la certification
  2. Planification des audits
  3. Certification initiale
  4. Réalisation des audits
  5. Décision de certification
  6. Maintien de la certification
  7. Appels
  8. Plaintes
  9. Enregistrements relatifs au client
7. Exigences relatives au système de management des organismes de certification
  1. Options
  2. Option A: Exigences générales relatives au système de management
  3. Option B: Exigences relatives au système de management conformément à l'ISO

Il y a ensuite 5 annexes :
- Annexe A : Connaissances et savoir-faire requis pour l'audit et la certification d'un SMSI
- Annexe B : Autres considérations relatives aux compétences
- Annexe C : Temps d'audit
- Annexe D : Méthodes de calcul du temps d'audit
- Annexe E : Recommandations pour la revue des mesures mises en œuvre de l'Annexe A de l'ISO/CEI 27001/2022